# Mödlinger Straße
Die Mödlinger Straße (B 11) ist eine Landesstraße in Österreich und hat eine Länge von 50,1 Kilometern. Sie verläuft im Bundesland Niederösterreich in Ost-West-Richtung südlich der Stadt Wien und liegt in den Bezirken Bruck an der Leitha, Mödling und Baden.
Sie führt von Schwechat durch das Wiener Becken über Achau nach Mödling an der Thermenlinie. Dort führt sie weiter durch den Wienerwald über Heiligenkreuz, entlang der Via Sacra über Alland bis Nöstach. Über Neuhaus verläuft sie nach Weissenbach an der Triesting, wo sie mit der Hainfelder Straße B 18 zusammentrifft.
Im Stadtgebiet von Mödling wird sie je nach Fahrtrichtung getrennt geführt. Richtung Westen führt sie vom Autobahnzubringer in Wiener Neudorf gleichlaufend mit der Wiener Neustädterstraße bis zur Kreuzung mit der Hauptstraße in Wiener Neudorf, wo sie die gemeinsame Trasse wieder verlässt. Sie führt dann Richtung Stadtzentrum Mödling über die Brücke der Südbahn bis zur Badstraße, wo sie kurz Richtung Süden abbiegt und bei der Kreuzung mit der Friedrich-Schiller-Straße wieder auf die ostwärts führende Trasse mündet und ab hier wieder gemeinsam ist. Die ostwärts führende Trasse beginnt bei dieser Kreuzung und verläuft entlang der Schiller-Straße über eine Eisenbahnkreuzung mit der Südbahn bis zur Wiener Neustädter Straße, wo sie ebenfalls mit der westwärts führenden Trasse wieder zusammentrifft.
Früher führte sie von Nöstach weiter über den Hafnerberg nach Altenmarkt an der Triesting und hatte den Namen Altenmarkter Bundesstraße.

## Geschichte
Die Heiligenkreuzer Straße zwischen Mödling und Alland war ursprünglich eine Privatstraße des kaiserlichen Waldamtes und wurde 1827 vom Staat übernommen. Seit dem 1. November 1827 bestanden in Mödling und Heiligenkreuz zwei Mautstationen, später entstand eine weitere Mautstation in Alland. Die Mautstation in Heiligenkreuz erbrachte dem Staat 1856 einen jährlichen Ertrag von 1.500 Gulden. Wegen ihrer geringen überregionalen Bedeutung wurde diese Straße 1869 dem Land Niederösterreich übergeben und als Landesstraße geführt.
Die Mödling-Altenmarkter Straße gehört seit dem 1. April 1959 zum Netz der Bundesstraßen in Österreich.
Seit dem 1. Jänner 1972 endet die B 11 in Schwechat.